# Centre d'études, de recherches et de formation institutionnelles
O Centre d'études, de recherches et de formation institutionnelles (CERFI) foi um coletivo de pesquisa em ciências humanas fundado por Félix Guattari e ativo entre 1967 e 1987, que publicava a revista Recherches.
Trabalhando para criar um elo entre pesquisadores e ativistas em diferentes áreas, mas preocupada em não compartimentar as disciplinas, CERFI era uma espécie de cooperativa de pesquisadores em ciências sociais situada à esquerda e em oposição ao Partido Comunista. Em torno de Guattari se reuniam todas as semanas cerca de vinte sociólogos, urbanistas, economistas, psicólogos, educadores e ativistas. Estes atuavam em assembleias gerais e em pequenos grupos temáticos, e marcavam sua independência institucional atuando como consultores por contrato, resistindo à tendência desse meio de ser “funcionários públicos, acadêmicos, burocratas sindicais ou partidários”.

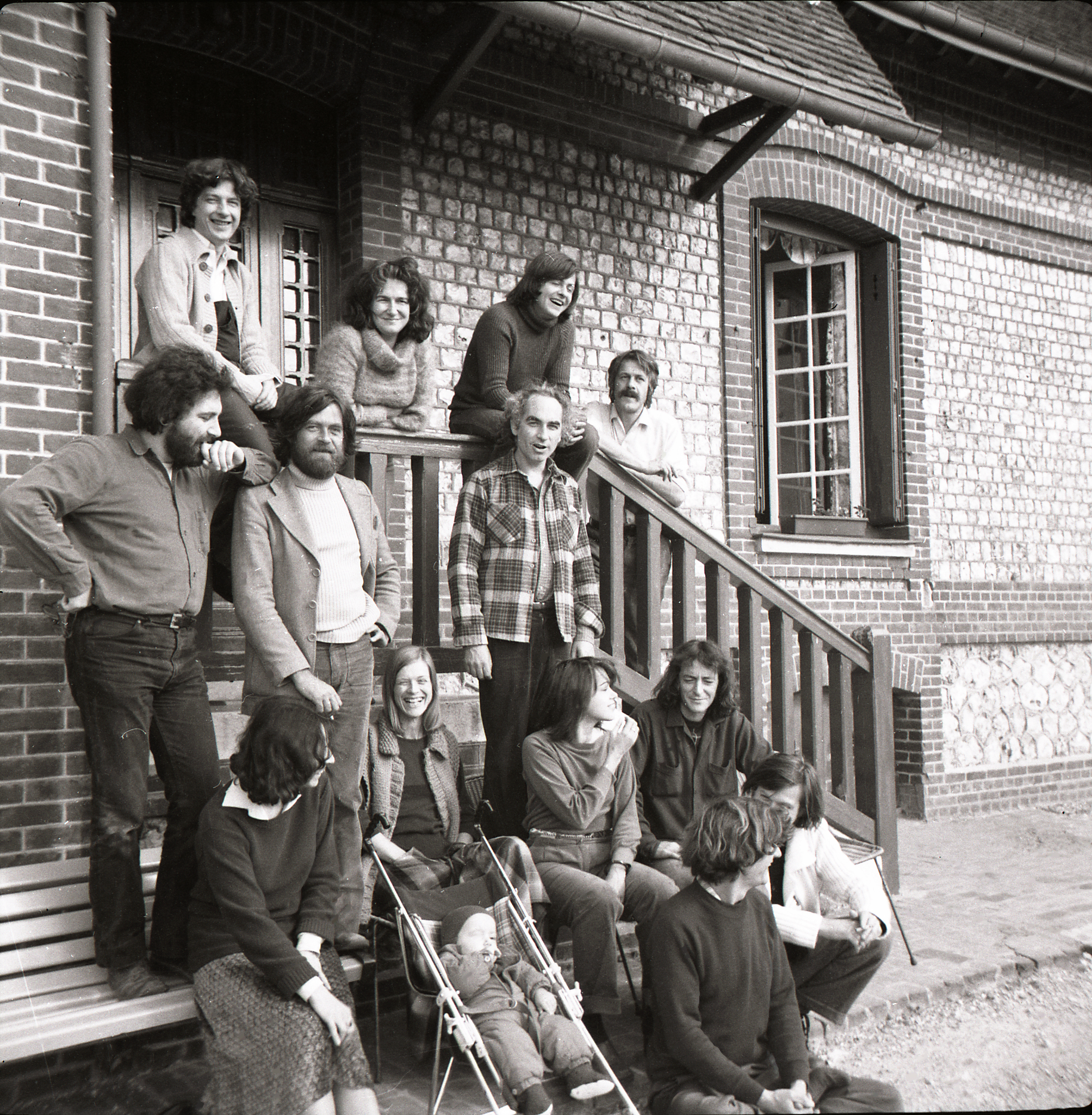
Encontro do CERFI em Etretat na década de 70

## Membros
Os membros fundadores do CERFI foram Félix Guattari, François Fourquet, [[Gérard Grass, Hervé Maury, Olivier Quérouil, Luc Rosenzweig, Georges Préli, Michel Rostain, Liane Mozère, Anne Querrien, Lion Murard, François Pain, Christian Hennion e Claude Harmelle.
A eles, juntaram-se Micheline Maurice, Florence Pétry, Ariane Cotlenko, Colette Joly, Gaëtane Larmarche-Vadel, Numa Murard, Nicole Préli, Prisca Bachelet, Thierry Rosenzweig, Patrick Zylberman, Marie-Thérèse Vernet-Stragiotti, Philippe Gumplowicz, Guy Hocquenghem, Michel Cressole, Gilles Châtelet, Françoise Paul-Lévy, Georges Goldman, Michel Lévy, Marion Scémama, Véra Memmi, Maurice Borgel, José Luis Aguirre, Claude Rouot, Alain Sibony, Isaac Joseph, Isabelle Cahen, Yolande Robveille, Fanny Bichon, Serge Ananian, Claudine Dardy, Michel Joubert, Anne Baldassari, Suzanne Rosenberg, Catherine Ehrel, Sylvère Lotringer, Gisèle Donnard e outros.
A assembleia geral semanal reunia em média 50 pessoas.

## Temas e contribuições
Intimamente ligado ao trabalho desenvolvido por Félix Guattari e Jean Oury na Clinique de La borde, o CERFI produz uma reflexão inovadora sobre a psicoterapia institucional.
CERFI colaborou em particular com Michel Foucault e Gilles Deleuze, embora estes últimos não fossem membros propriamente ditos.
Em seus debates e por meio de sua estrutura própria, o CERFI desenvolve um pensamento crítico sobre os aparatos, instituições, poder e burocracias partidárias do Estado, posicionando-se a favor de “redes de grupos autônomos discutindo entre si e atuando em conjunto”. Na mesma linha, o grupo se empenha em analisar os efeitos das condições de produção da pesquisa em ciências sociais sobre sua criatividade.
Vários dos temas centrais das reflexões do CERFI, nomeadamente a escola, a cidade e o Estado, articulam-se numa investigação sobre equipamentos coletivos dirigida por Michel Foucault (Généalogie des équipements collectifs).

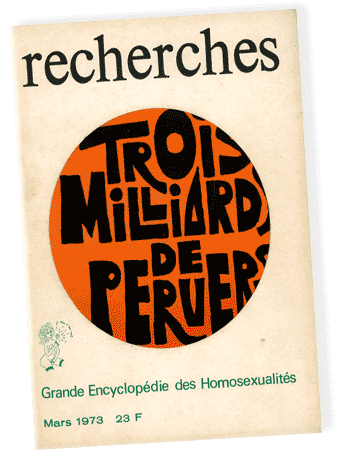
Edição da Recherches com o título "Trois milliards de pervers".

Num contexto marcado pelo nascimento do MLF (Mouvement de libération des femmes) em 1970, depois da FHAR (Frente Homossexual de Ação Revolucionária) em 1973, o CERFI publicou um número especial da revista Recherches: “Trois milliards de pervers. La grande encyclopédie des homosexualités”, obra polêmica e rapidamente proibida. Reimpressa apesar da proibição, a segunda edição, como a primeira, esgotou imediatamente.
Segundo Liane Mozère, "CERFI não é uma escola nem um grupo teoricamente unificado, é muito mais um lugar de experimentação, de hibridação de sensibilidades e práticas".
A CERFI Sud-Est (CERFISE) foi criada em 1975 por Michel Anselme e Michel Péraldi para trabalhar na transformação dos bairros de habitação social de Marselha, em diálogo com os habitantes. O CERFISE reúne muitos outros pesquisadores da região, e ainda atua como escritório de estudos em planejamento urbano e meio ambiente.

## Algumas publicações
A maioria das reflexões produzidas pela CERFI foi publicada na revista Recherches e nas Recherches éditions (criadas por quatro membros da CERFI em 1977: Lion Murard, Patrick Zylbermann, Claude Rouot e Florence Pétry, acompanhados por Georges Préli]]); eles são dirigidos por Florence Pétry desde 1982.
Alguns títulos, entre os quarenta e nove números da revista (1966-1983):
- Lion Murard e François Fourquet, « Les équipements du pouvoir »,  Recherches nº 13, 1973
- François Fourquet, « L’idéal historique », Recherches nº 14, 1974
- Lion Murard e François Fourquet, « Histoire de la psychiatrie de secteur », Recherches nº 17, 1975
- Michel Rostain, Georges Préli, « Histoire de La Borde », Recherches nº 21, 1976
- Anne Querrien, « L’ensaignement. Généalogie de l’école primaire », Recherches nº 23, 1976
- Liane Mozère, « Babillages », Recherches nº 27, 1977
- Isaac Joseph, « Disciplines à domicile »,  Recherches nº 28, 1977
- Lion Murard e Patrick Zylberman, « L’haleine des faubourgs »,  Recherches nº 29, 1977
- Lion Murard e Patrick Zylberman, « Le soldat du travail »,  Recherches nº 32-33, 1978
- Fernand Deligny, « Les cahiers de l'immuable »,  Recherches nº 18, 20 e 24. Reedeitado em 2008 para as edições de l'Arachnéen
- Marie-Noël Rio e Michel Rostain, « Aujourd'hui l'opéra », Recherches nº 42, 1980
- François Fourquet, « L’accumulation de pouvoir ou le désir d’État », CERFI 1970 à 1981, Recherches nº 46, 1982
- Claude Harmelle, en collaboration avec Gabrielle Elias, « Les Piqués de l’aigle, Saint-Antonin et sa région (1850-1940). Révolutions des transports et changement social », Recherches nº 47 e 48, 1982